# Caledoniscincus constellatus
Espèce
Caledoniscincus constellatus est une espèce de sauriens de la famille des Scincidae.

## Répartition
Cette espèce est endémique de la province Nord en Nouvelle-Calédonie. Il a été trouvé dans des garrigue d’acacias, à 400 m d'altitude, dans le massif d'Ouazangou et sur la côte, à la Pointe de Vavouto.

## Description
Les mâles, qui mesurent entre 4,6 et 5,2 cm de longueur, sont plus petits que les femelles, qui mesurent jusqu'à 5,7 cm. 
Les mâles et les femelles ont le ventre jaune vif et une surface dorsale gris-brun avec des taches blanches, ainsi que des rayures bicolores chez les mâles et des taches sombres chez les femelles.

## Étymologie
Le nom spécifique constellatus vient du latin constellatus, constellé, en référence aux points blancs présents sur le dos des mâles.

## Publication originale
- Sadlier, Whitaker, Wood & Bauer, 2012 : A new species of scincid lizard in the genus Caledoniscincus (Reptilia: Scincidae) from northwest New Caledonia. Zootaxa, no 3229, p. 47–57 (texte intégral).